# Panagropsis secretata
Panagropsis secretata är en fjärilsart som beskrevs av Walker 1863. Panagropsis secretata ingår i släktet Panagropsis och familjen mätare. Inga underarter finns listade i Catalogue of Life.